# Elatostema didymocephalum
Elatostema didymocephalum es una especie de planta del género Elatostema, perteneciente a la familia Urticaceae.

## Taxonomía
Elatostema didymocephalum fue descrita por Wen Tsai Wang en 1990.

## Distribución
Se encuentra en el territorio del Tíbet.